# Fogarasy Attila
Fogarasy Attila (Budapest, 1957. január 6. –) tanár, újságíró, újság- és könyvszerkesztő, helytörténész, költő.

## Élete
Vitéz Fogarasy-Fetter Mihály tanító, tanár, könyvtáros, későbbi pilisvörösvári díszpolgár és Rihtár Ibolya házasságából született, szüleinek harmadik gyermekeként. Általános és középiskolai tanulmányait Pilisvörösváron végezte. 1976-tól a Szombathelyi Tanárképző Főiskola könyvtár–magyar szakán tanult tovább, ahol 1980-ban szerzett diplomát. Végzettsége: magyar nyelv és irodalom szakos általános iskolai tanár és könyvtáros.
1981-ben kötött házasságot, felesége a pilisszentiváni származású Schuck Gabriella pedagógus lett, aki 1994-től a Pilisvörösvári Német Nemzetiségi Általános Iskolában dolgozott magyar-történelem szakos tanárként, később egy ideig intézményvezetőként. Két gyermekük született, Tamás és Balázs.
1981-től 1994-ig a pilisszentiváni, a pilisvörösvári, majd ismét a pilisszentiváni általános iskolában dolgozott könyvtárosként és tanárként. 1994-től 2005-ig Pilisvörösváron a Német Nemzetiségi Gimnázium és Közgazdasági Szakközépiskola (ma Friedrich Schiller Gimnázium) könyvtárosa volt, és nyolc éven át informatikát is tanított. 2005-től 2009-ig szabadúszó újságíróként működött. 2009 és 2022 között a Pilisvörösvári Német Nemzetiségi Általános Iskola magyartanáraként és könyvtárosaként dolgozott; oktató-nevelő munkája mellett ő szerkesztette az iskola honlapját, valamint műsorokat, koncerteket és egyéb rendezvényeket is szervezett. 2022-ben innen vonult nyugdíjba.
2021-ben édesapja iránt érzett tiszteletből és az ő szellemiségét követve jelentkezett a Vitézi Rendbe; 2022-ben kinevezték Pest vármegye vitézi hadnagyává.
Alapító tagja a Pilisszentiváni Helytörténeti Egyesületnek, tagja a Pilisi Nyugdíjas Bányász Szakszervezetnek, tiszteletbeli tagja a Pilisvörösvári Német Nemzetiségi Táncegyüttesnek, tiszteletbeli örökös tagja a Kőfaragó és Műkőkészítő Vállalkozók Országos Ipartestületének.

## Szakmai pályája

### Újságíróként
1989-ben kezdett újságírással és újságkészítéssel foglalkozni. Első lapja a szerkesztésében megjelent Paca című diáklap volt. 1991-ben szerkesztője lett a Szentiváni Újság (Sanktiwaner Zeitung) című pilisszentiváni közéleti havilapnak, melynek főszerkesztője a felesége volt. Több mint húsz szám elkészítésében vett részt 1992 decemberéig. 1993-ban OPUS néven regionális irodalmi-kulturális folyóiratot jelentetett meg. 1994-től 1998-ig Showder néven szerkesztett
diáklapot a vörösvári gimnáziumban. 1995-től 2011-ig – egy év megszakítással (2002) – tizenhat éven át – a Vörösvári Újság felelős szerkesztője és tördelőszerkesztője volt; közben, 1999–2000 folyamán elvégzett egy, a Pest Megyei Önkormányzat által szervezett újságírói kurzust is. Az eddigieken felül 2005-től 2009-ig munkatársa, majd szerkesztője volt a Magyar Sportlövők Szövetsége hírlevelének, amely 2007 januárjától Magyar Sportlövész címmel jelent meg. 2005 szeptemberétől 2008 decemberéig szerkesztette a Magyar Természetjáró Szövetség (ma: Magyar Természetbarát Szövetség) Természetbarát Híradó című kiadványát is. 2014 óta társadalmi munkában ír (főleg helytörténeti témákban) cikkeket és tudósításokat, elsősorban a Vörösvári Újságnak.

### Helytörténeti kutatóként
Édesapja nyomdokait követve évtizedek óta végez helytörténeti gyűjtőmunkát és kutatásokat Pilisvörösvárra és környékére vonatkozóan. Ez irányú értékmentő tevékenységének eredményeit főleg a saját honlapján (https://www.fogarasy.hu/) teszi közzé, de 2006 óta szerkeszti az egykor
Vörösvárt is birtokló Karátsonyi család történeti honlapját is (https://www.karatsonyi.hu/). Gyakran tart előadásokat különböző helytörténeti témákban.
2015-től kezdődően vezeti Zsámboki Szabolccsal közösen az általuk létrehozott Pilisvörösvári Honismereti Klubot, amely kezdetben a Művészetek Házában működött, majd 2022-től annak fiókintézményében, a Sváb Sarokban folytatta tevékenységét. A klub havonta egy alkalommal tart összejöveteleket, illetve alkalmanként helytörténeti sétákat, kirándulásokat is szerveznek.

### Szerzőként és könyvszerkesztőként
Az ezredforduló körüli évektől kezdődően számos helytörténeti jellegű kiadvány létrehozásához járult hozzá szerzőként, szerkesztőként, valamint tördelőszerkesztőként, illetve több esetben borítótervek készítőjeként is. Sorozatszerkesztőként jegyzi az „Otthon a világban” című honismereti könyvsorozatot, melynek eddig (2024-ig) 12 kötete jelent meg.
Újságírói, könyvszerkesztői, valamint helytörténeti gyűjtő- és kutatómunkája mellett irodalmi, művészeti tevékenységet is végez: verseket, versciklusokat, színdarabokat ír. Irodalmi műveit szintén áthatja a szűkebb és tágabb haza iránti elkötelezettség és szeretet.

## Elismerései
- Pilisvörösvárért emlékérem (2015) – több évtizedes könyvszerkesztői, újságszerkesztői és helytörténeti munkájának elismerésére.

## Művei

### Szerzőként
Honismereti/helytörténeti könyvek, tanulmányok
- „Hol sírjaink domborulnak”. Temetők könyve, Pilisvörösvár. (Sax Ibolyával közösen.) Német Nemzetiségi Önkormányzat, Pilisvörösvár, 2011.
- Gróf Beodrai Karátsonyi Jenő. In: Életsorsok. Magyar máltai lovagok voltak. (Szerk. Legeza László.) Magyar Máltai Lovagok Szövetsége, Budapest, 2019.
- Moór Anna. Pilisvörösvár Város Önkormányzata, Pilisvörösvár, 2024.

Szépirodalom
- Nyomtatásban megjelent verseskötetek:
  - Állati mesterségek. Pályaválasztási tanácsadó állatkölyköknek. Esopus Bt., Pilisvörösvár, 1992.
  - Vörösvári képek. Lírai riportsorozat. Magánkiadás, Pilisvörösvár, 2019.
  - Bölcsőnk és sírunk: Magyarország. Magánkiadás, Pilisvörösvár, 2020.
  - Eclogák. Versek a karanténból. Magánkiadás, Pilisvörösvár, 2020.
  - Hol lakik Künikosz? Versek, táncszók, szótáncok. Magánkiadás, Pilisvörösvár, 2021.
  - Künikosz daloskönyve. Magánkiadás, Pilisvörösvár, 2022.
- Online verseskötetek:
  - Bölcsőnk és sírunk, Magyarország (2013) Ötsorosok Magyarország egykori vármegyéire
  - Képek és haikuk. Haikuk Imre Gábor fotóira 2014.
  - Vörösvári hexameterek (2014) 100 epigramma (https://fogarasy.hu/hexameterek.pdf pdf)
  - Nálatok kihalnak-e állatok? (2015) Versek ronda állatokról
  - Hol lakik Künikosz? (2015) (https://fogarasy.hu/kunikosz.pdf pdf)
  - Irodalmi lépegető. Stílusgyakorlatok, paródiák, sírversek és egyéb vicces dolgok… (2010-2016) (https://fogarasy.hu/lepegeto.pdf pdf)

### Szerkesztőként
- A Pilisszentiváni Német Nemzetiségi Általános Iskola és Művészeti Iskola centenáriumi évkönyve. 1894–1994. Pilisszentiváni Német Nemzetiségi Általános Iskola, Pilisi-medence Kulturális Alapítvány, Pilisszentiván, 1994.
- Jubileumi évkönyv 1963–1993–2003. Német Nemzetiségi Gimnázium és Közgazdasági Szakközépiskola, Pilisvörösvár, 2003.
- Pilisszentiván Anno… Régi képeslapok, fotográfiák egy bányászfaluról s lakóiról. (Csovics Balázzsal és Feketéné Ziegler Ágotával közösen.) Pilisszentiváni Helytörténeti Közhasznú Egyesület, Pilisszentiván, 2009.
- Egyszer volt, régen volt… (Feketéné Ziegler Ágotával és Hegedűs Andrással közösen). Pilisszentiváni Helytörténeti Közhasznú Egyesület, Pilisszentiván, 2012.
- 50 Jahre Weischwarer Gymnasium / 50 éves a vörösvári gimnázium. (Tóth Zsuzsannával közösen.) Friedrich Schiller Gimnázium, Szakközépiskola és Kollégium, Pilisvörösvár, 2013.
- 60 éve a színpadon. 60 Jahre auf der Bühne. A Pilisvörösvári Német Nemzetiségi Táncegyüttes évkönyve. 1954–2014. Pilisvörösvári Német Nemzetiségi Táncegyüttes Közhasznú Egyesület, Pilisvörösvár, 2014.
- Tíz talentum. Wenczl József. 1945–2014. Pilisvörösvári Német Nemzetiségi Táncegyüttes Közhasznú Egyesület, Pilisvörösvár, 2015.
- A Dunától a Slötyiig… Pénzes Gábor visszaemlékezései. (Ziegler Ágotával és Hegedűs Andrással közösen). Pilisszentiváni Helytörténeti Egyesület, Pilisszentiván, 2017.
- Komp Károlyné Metzger Mária: Amiről a fakanál mesél… Múltbéli és mai ételekről, főzésről, konyhai trükkökről nem csak konyhatündéreknek. (Ziegler Ágotával és Hegedűs Andrással közösen.) Pilisszentiváni Helytörténeti Egyesület, Pilisszentiván, 2018.
- Bányász emlékeink Szentivánról. A pilisszentiváni bánya bezárásának 50. évfordulójára. (Hegedűs Andrással, Klinger Irénnel, Kovács Józsefnével és Ziegler Ágotával közösen.) Pilisszentiváni Helytörténeti Egyesület, Pilisszentiván, 2019.
- Herbszt Györgyné: Szeretett babáim. A Pilisvörösvári Babamúzeum története és kincsei. Szerzői magánkiadás, Pilisvörösvár, 2022.
- Pilisvörösvár – a Pilisi-medence szíve. Városismertető. Pilisi Kulturális Örökségünk Védelméért Alapítvány, Pilisvörösvár, 2024.
- 35 év zene. Pilisvörösvári Német Nemzetiségi Fúvószenekar. 1989–2024. Pilisvörösvári Német Nemzetiségi Fúvószenekar Közhasznú Egyesület, Pilisvörösvár, 2024.
- Tíz talentum. Wenczl József. 1945–2014. Második, javított és bővített kiadás. Pilisvörösvári Német Nemzetiségi Táncegyüttes Közhasznú Egyesület, Pilisvörösvár, 2024.

### Szerkesztőként és sorozatszerkesztőként
„Otthon a világban” honismereti könyvsorozat
- Dr. Réthy Zoltán: Én így imádkozom. Összegyűjtött versek. Pilisi Alkotó Kaptár Egyesület, Pilisvörösvár Város Önkormányzata, Pilisvörösvár, 2008.
- Vitéz Fogarasy-Fetter Mihály önéletírása. Pilisvörösvár Város Önkormányzata, Pilisvörösvár, 2009.
- „Fogadj szívedbe…” Portrékötet négy pilisvörösvári képzőművészről. Pilisi Alkotó Kaptár Egyesület, Pilisvörösvár, 2010.
- Fogarasy Attila, Sax Ibolya: „Hol sírjaink domborulnak”. Temetők könyve, Pilisvörösvár. Német Nemzetiségi Önkormányzat, Pilisvörösvár, 2011.
- Bányai-Braun József: Életem története. Magánkiadás, Pilisvörösvár, 2012.
- Zs. Dobozy Erzsébet (Tuti néni): Régi és új utak. Válogatott írások. Pilisvörösvár Város Önkormányzata, Pilisvörösvár, 2015.
- Fogarasy Attila: Vörösvári hexameterek. 100 klasszikus epigramma helytörténeti és életrajzi jegyzetekkel, idézetekkel, fotókkal, dokumentumokkal. Pilisvörösvár, 2014. Online kiadás
- „Megjártam a hadak útját…” Vörösváriak a XX. század vérzivataraiban. Pilisvörösvár Város Önkormányzata, Pilisvörösvár, 2016.
- Fogarasy Attila: Vörösvári képek. Lírai riportsorozat. Magánkiadás, Pilisvörösvár, 2019.
- Zsámboki Szabolcs: Népviselet Pilisvörösváron / Volkstracht in Werischwar. Pilisvörösvár Város Önkormányzata, Pilisvörösvár, 2019.
- Zelenai István: „Szerencse fel, szerencse le!” A Pilisi-medence bányászatának története. Pilisvörösvár Város Önkormányzata, Pilisvörösvár, 2022.
- Fogarasy Attila: Moór Anna. Pilisvörösvár Város Önkormányzata, Pilisvörösvár, 2024.